# Spoorlijn Motteville - Saint-Valery-en-Caux
De Spoorlijn Motteville - Saint-Valery-en-Caux is een Franse spoorlijn van Motteville naar Saint-Valery-en-Caux. De lijn is 31,2 km lang en heeft als lijnnummer 358 000.

## Geschiedenis
De lijn werd geopend door de Compagnie des chemins de fer de l'Ouest op 11 juni 1880. Reizigersverkeer werd opgeheven in 1994, daarna bleef de lijn in gebruik voor goederenvervoer.

## Aansluitingen
In de volgende plaatsen is of was er een aansluiting op de volgende spoorlijnen:
Motteville
RFN 340 000, spoorlijn tussen Paris-Saint-Lazare en Le Havre
RFN 354 000, spoorlijn tussen Montérolier-Buchy en Motteville
Saint-Vaast - Bosville
RFN 357 000, spoorlijn tussen Dieppe en Fécamp

## Galerij

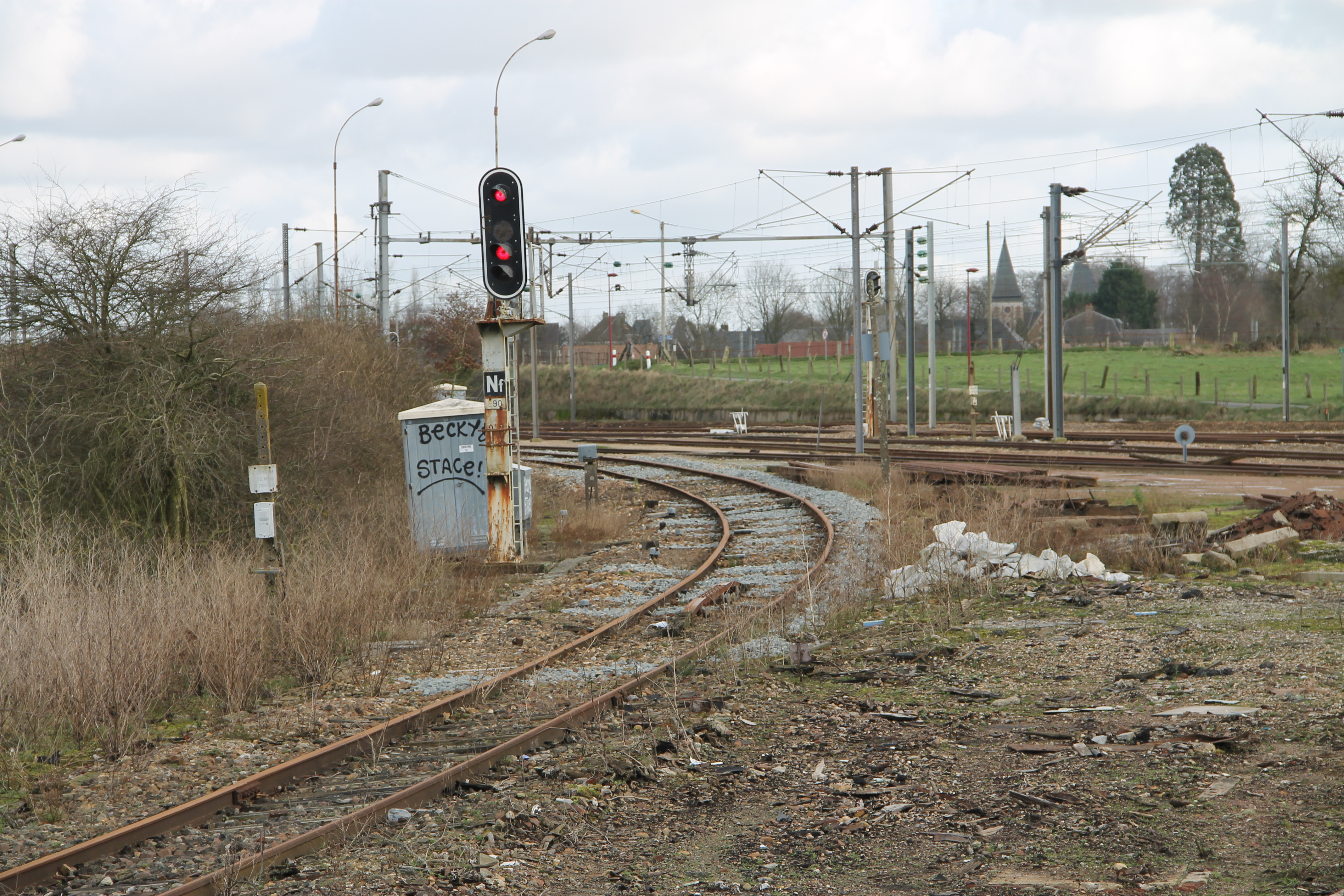
De lijn in Motteville
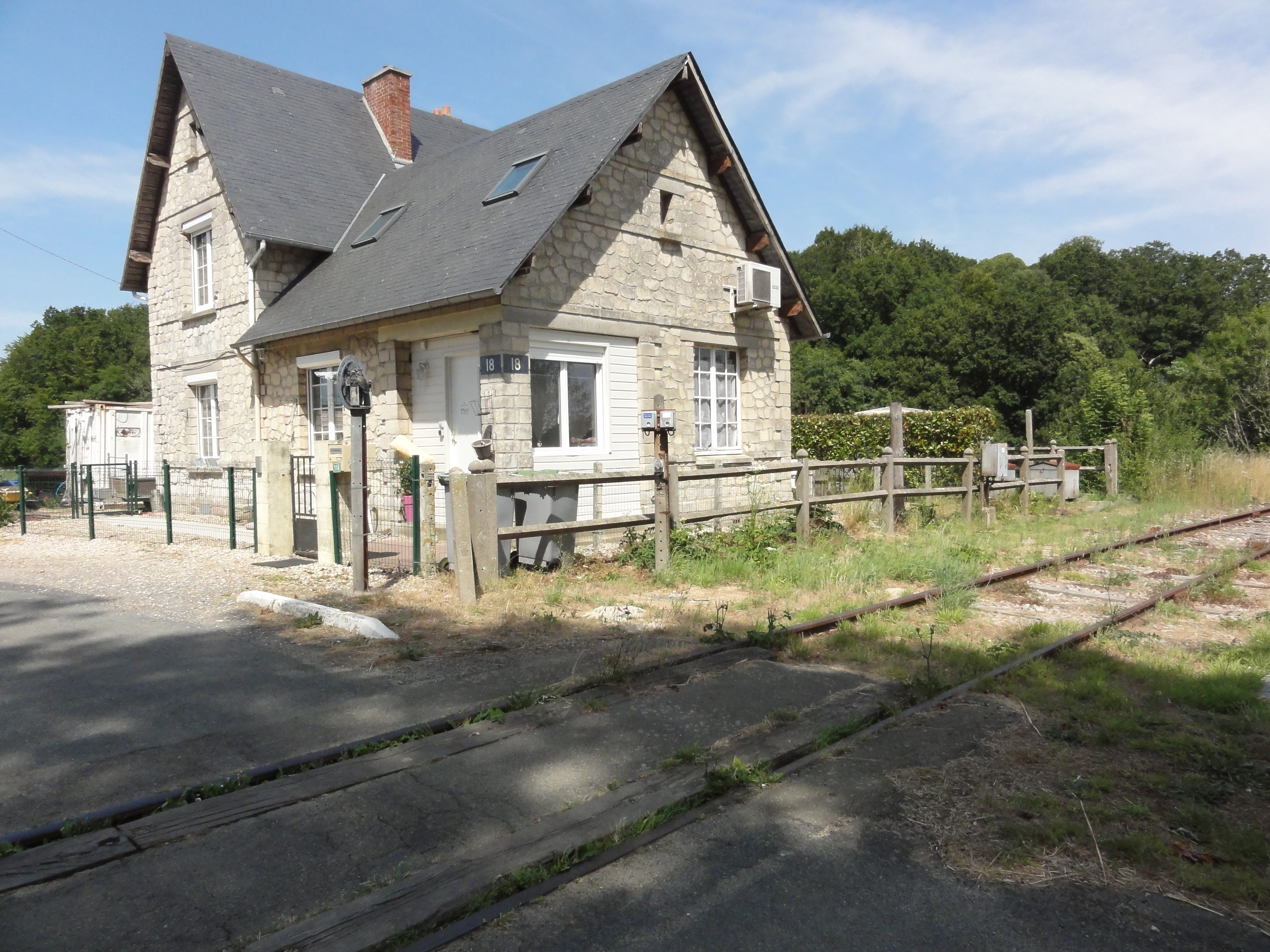
De lijn in Saint-Vaast-Dieppedalle
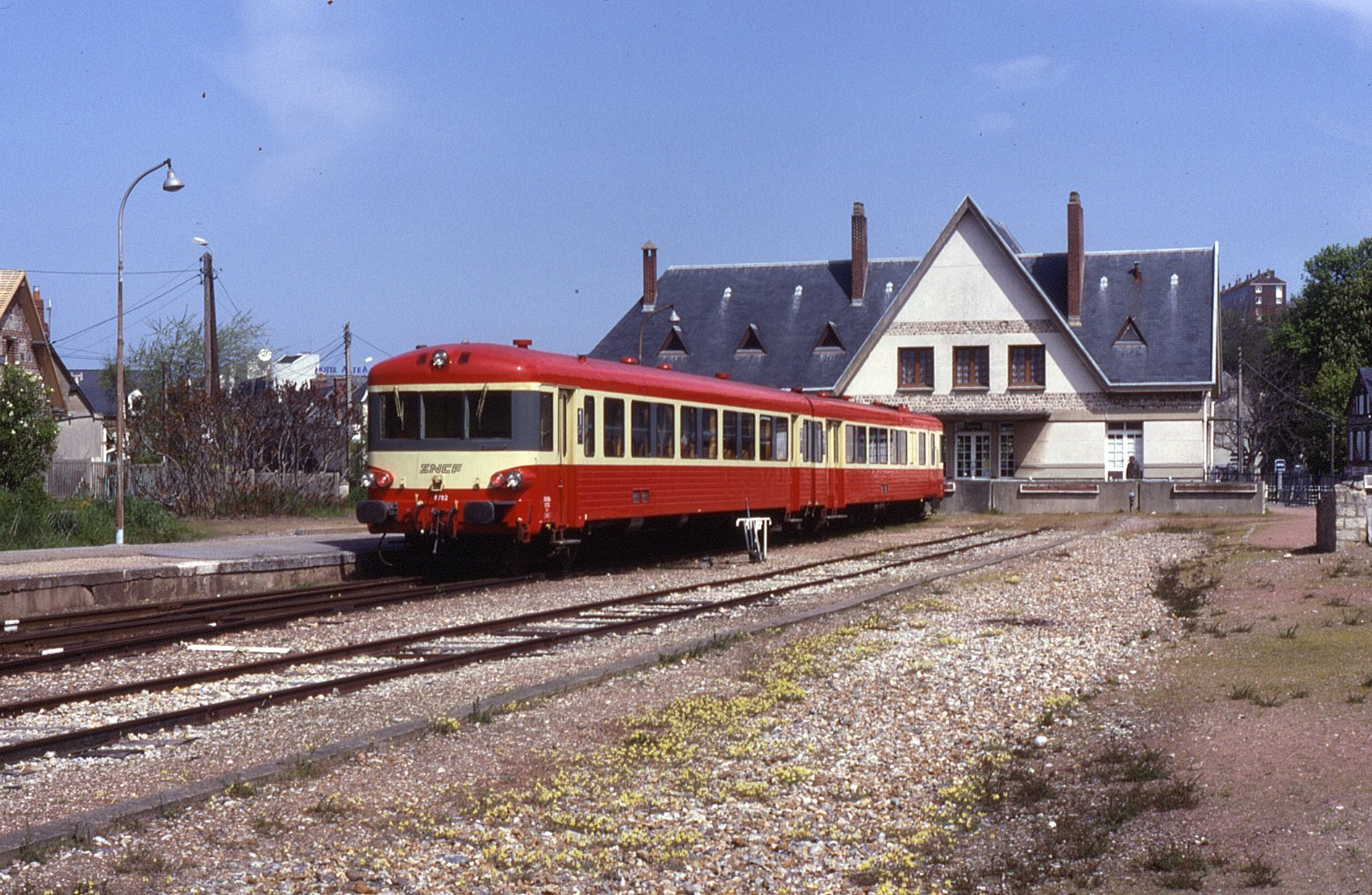
Station Saint-Valery-en-Caux in 1992